# Juan Antonio de Vizarrón y Eguiarreta

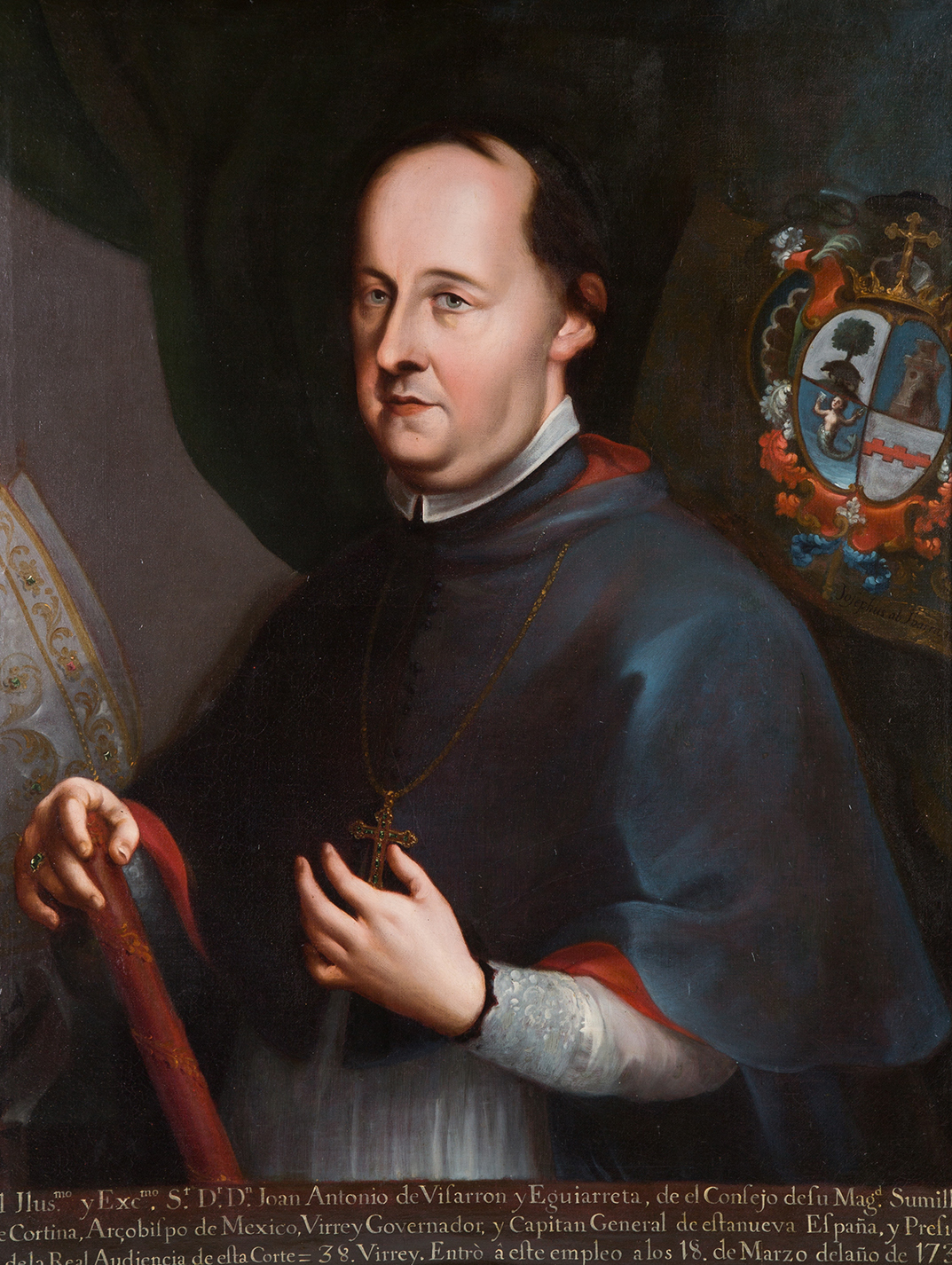
Juan de Vizarrón, Erzbischof von Mexiko und Vizekönig von Neuspanien

Juan Antonio de Vizarrón y Eguiarreta (* 2. September 1682 in El Puerto de Santa María bei Cádiz, Spanien; † 25. Januar 1747 in Mexiko-Stadt) war ein spanischer Bischof der römisch-katholischen Kirche und Kolonialverwalter, der als Vizekönig von Neuspanien amtierte.

## Leben

### Herkunft und Kirchenkarriere
Juan Antonio de Vizarrón entstammte einer wohlhabenden und einflussreichen Familie, die ihr Geld mit dem Handel zwischen Amerika und Spanien gemacht hatte. Er schlug eine kirchliche Laufbahn ein und erhielt das Amt des Erzdiakons der Kathedrale von Sevilla. Im Juli 1730 wurde er zum Erzbischof von Mexiko berufen. Er reiste in die Neue Welt und wurde am 13. Mai 1731 in sein Amt eingeführt.

### Amtszeit als Vizekönig von Neuspanien
Im März 1734 starb der amtierende Vizekönig, Juan de Acuña. Für diesen Fall hatte die Real Audiencia von Mexico einen versiegelten Umschlag aus Spanien erhalten, in dem der Nachfolger bestimmt war, der Indienrat hatte beim Ableben Acuñas den Erzbischof als Nachfolger ausersehen. In seiner Funktion als Erzbischof leitete er die Trauerfeierlichkeiten für seinen Vorgänger.

#### Außenpolitik
Die Konflikte mit den Engländern, die sich auf dem Gebiet des heutigen Belize niedergelassen hatten, zogen sich auch unter der Amtszeit von Vizarrón hin: 1734 gelang es einer Expedition unter dem Gouverneur Juan Fernández de Sabariego, mehrere Korsarenschiffe mit Fracht sowie 28 Engländer festzusetzen. Einer weiteren Expedition unter Manuel de Salcedo gelang es nicht, das Gebiet für die Spanier zurückzuerobern. 1737 wurden die Spanier in einer Auseinandersetzung mit britischen Seeschiffen geschlagen. Der Armada de Barlovento gelang es nicht, sich gegen die Engländer zu behaupten.
Der Krieg War of Jenkins’ Ear gegen das Königreich Großbritannien während Vizarróns Regierungszeit gefährdete auch die Häfen und Siedlungen der Spanier in Mittelamerika. Die Admirale George Anson und Edward Vernon nahmen Portobelo ein, schlugen die Spanier in La Guaira und Santiago de Cuba. Erst bei Cartagena wurden sie zurückgeschlagen. Der Vizekönig hatte nicht nur die Küsten und Seewege im Pazifik und im Golf von Mexiko sowie der Karibik für die Spanier zu sichern, sondern auch die spanischen Vorposten in Florida, Puerto Rico und Hispaniola.

#### Innenpolitik
Innenpolitisch versuchte Vizarrón, die innere Sicherheit zu verbessern und die grassierende Kriminalität und Straßenräuberei einzudämmen.
1736 brach vor allem unter der indigenen Bevölkerung eine Epidemie aus, die Matlazahuatl genannt wurde. Die Krankheit tötete rund zwei Drittel der Bevölkerung. Allein in Mexiko-Stadt starben mehr als vierzigtausend Menschen, in Puebla rund fünfzigtausend. Aus medizinischer Sicht ist bis heute unklar, ob es sich dabei um eine Variante des Gelbfiebers handelte oder um die Windpocken. Als Gegen- und Hilfsmaßnahmen richtete der Vizekönig Hospitäler ein und berief die Jungfrau von Guadalupe zur Schutzpatronin Mexikos.
Im Nordwesten der Kolonie, in Niederkalifornien kam es zu erneuten Indianeraufständen, die vom Gouverneur Sinaloa niedergeschlagen wurden.

### Späte Amtszeit als Erzbischof
Nach sechs Jahren Amtszeit von Vizarrón beschloss die spanische Krone im Mai 1739, Pedro de Castro y Figueroa als Nachfolger zu entsenden. Castro traf im Juli 1740 in Mexiko ein und konnte die Regierungsgeschäfte übernehmen.
Juan Antonio de Vizarrón gab den weltlichen Teil seiner Herrschaft ab und beschränkte sich auf sein Amt als Erzbischof von Mexiko. Dieses hatte er bis zu seinem Tode im Januar 1747 inne. Vizarrón wurde in der Kathedrale von Mexiko-Stadt beigesetzt.